# Kosma II
Kosma II – patriarcha Koptyjskiego Kościoła Ortodoksyjnego od roku 851 do 858.